# 3,4-다이하이드록시만델산
3,4-다이하이드록시만델산(영어: 3,4-dihydroxymandelic acid, DHMA, DOMA)은 노르에피네프린의 분해 과정에서의 대사산물이다.
|  |

## 같이 보기
- 노르에피네프린